# Sally Yeh
Pour les articles homonymes, voir Yeh.
Sally Yeh Chien-wen (葉蒨文, pinyin: Yè Qiànwén), née le 30 septembre 1961, est une star majeure à Hong Kong, tant sur le plan du cinéma que de la Cantopop.

## Biographie
Les films dans lesquels elle a joué incluent Shanghai Blues et The Occupant (1984), et le film de Tsui Hark Peking Opera Blues (1986), probablement sa meilleure interprétation (qui lui a valu la récompense de la meilleure actrice au Festival du Film de Hong Kong de 1986), même si son rôle le plus connu en occident doit certainement être dans le film de John Woo The Killer (1989).
Née à Taipei (Taïwan), elle a passé son enfance au Canada. La carrière de chanteuse de Yeh commença dans les années 1980 et elle a sorti un total de 30 albums dans les décennies suivantes, sans compter une quarantaine de lives et de compilations. Yeh chante en cantonais, en mandarin et en anglais, et sa voix permet à son répertoire de couvrir une large gamme de genres musicaux. En plus de ses chansons originales, Sally Yeh a repris de nombreux hits occidentaux, qui vont de Madonna à Céline Dion en passant par le générique de M*A*S*H. 
Étrangement, elle ne maîtrise pas la calligraphie chinoise et utilise souvent des transcriptions en pinyin pour lire ses paroles en cantonais ou en mandarin.
Elle décida de ralentir sa carrière après son mariage en 1996 avec la popstar hongkongaise George Lam, et beaucoup considérèrent que sa discographie allait finir parmi les classiques ; mais en 2002 Yeh fit un retour remarqué sur le marché de la Cantopop, avec un nouveau disque (Can You Hear) suivi par une tournée. Début 2003, elle avait déjà deux titres dans les hitparades hongkongais.
Elle a reçu quatre fois la récompense de meilleure chanteuse de Hong Kong.
Actuellement, Sally Yeh est propriétaire du Golden Gate Badminton Club, à Menlo Park en Californie.

## Discographie
- 1980
  - 春天的浮雕 (國/英)
- 1981
  - The Poem of Love 愛的詩篇 (國/英)
- 1982
  - The Origin of Love 愛的出發點 (國/英)
  - Promise Me 答應我 (國/英)
- 1983
  - 再好的離別也會思念 (國/英)
- 1984
  - Sally Yeh 葉蒨文 (粵/英)
- 1985
  - 長夜My Love Goodnight (粵/國)
- 1986
  - Cha Cha Cha (粵/國)
- 1987
  - Sweet Talk 甜言密語 (粵)
  - 祝福 (粵/英)
- 1989
  - Face to Face 面對面 (粵)
- 1990
  - Take Care 珍重 (粵)
  - 秋去秋來 (粵)
- 1991
  - Loving 關懷 (粵)
  - 瀟灑走一回 (國/英)
- 1992
  - 紅塵 (粵/國/英)
  - 真心真意過一生 (國/英)
- 1993
  - Another Day Spent With You 與你又過一天 (粵/國)
  - 明月心 (國)
- 1994
  - Womens' Weakness 女人的弱點 (粵/國)
  - The Days Without My Lover 離開情人的日子 (國)
- 1995
  - Simple Black & White (粵)
  - Trueness 真心 (國)
- 1996
  - True (粵)
  - Candlelight 燭光 (國)
- 1997
  - 蒨意 (粵)
  - Caring 關心 (國)
- 1998
  - 繁我心弦 (粵)
- 2002
  - You Hear It 你聽到 (粵/國)
- 2003
  - Inside Out 出口 (國)

## Filmographie
- N/A : ? (一根火柴)
- 1982 : Marianna (賓妹 a.k.a. 你要活著回去)
- 1982 : Crimson Street (殺人愛情街)
- 1983 : A Flower in the Storm (飄零雨中花)
- 1984 : A Certain Romance (少女日記)
- 1984 : Funny Face (醜小鴨)
- 1984 : Golden Queen Commando  (a.k.a. Amazon Commando/Jackie Chan's Crime Force/Sexy Commando) (紅粉兵團)
- 1984 : Shanghai Blues (上海之夜 , Shanghai zhi ye)
- 1984 : The Occupant (靈氣迫人)
- 1984 : Teppanyaki (鐵板燒)
- 1985 : Mob Busters (惡漢笑擊隊)
- 1985 : Seven Foxes (X陷阱)
- 1985 : Cupid One (愛神一號)
- 1985 : Just For Fun (空心少爺)
- 1985 : The Protector (威龍猛探)
- 1986 : Welcome (補鑊英雄)
- 1986 : Aces Go Places IV (a.k.a. Mad Mission IV/You Never Die Twice) (最佳拍擋IV之千里救差婆)
- 1986 : Peking Opera Blues (刀馬旦 , Do ma daan)
- 1986 : The Laser Man
- 1988 : Diary of A Big Man (大丈夫日記)
- 1988 : I Love Maria  (a.k.a. RoboForce) (鐵甲無敵瑪利亞)
- 1989 : The Killer (喋血英雄 , dié xie shuang xióng)
- 1991 : The Banquet (豪門夜宴)
- 1991 : Sisters of the World Unite (莎莎嘉嘉站起來)
- 2003 : Love Under the Sun